# 에스펜 린
에스펜 린(노르웨이어: Espen Lind, 1971년 5월 31일 ~ )는 노르웨이의 싱어송라이터이자 음악 프로듀서이다.